# Fosfato de creatina
El fosfato de creatina, también conocido como creatina fosfato, fosfocreatina o PCr, es una molécula de creatina fosforilada muy importante, ya que tiene por función almacenar energía en el músculo esquelético. Esta molécula es utilizada para generar, de forma anaeróbica, ATP a partir del ADP, formando creatinina para unos 15 segundos de un esfuerzo intenso. Hace eso al donar un grupo fosfato, y esta reacción es catalizada por la enzima creatina quinasa (la presencia de creatina quinasa en el plasma es un indicador de tejido muscular dañado y se utiliza entre otras cosas para el diagnóstico de un infarto del miocardio). Esta reacción es reversible y por tanto actúa como un amortiguador temporal de la concentración de ATP. En otras palabras, la fosfocreatina es parte de un par de reacciones; la energía que se libera en una reacción es usada para regenerar otro compuesto, el ATP. La fosfocreatina juega un papel particularmente importante en tejidos que tienen una alta y fluctuante demanda de energía como el cerebro o el músculo, actuando como elemento de transporte de energía desde las mitocondrias a la zona de las células donde se necesita el ATP y de almacén temporal de energía (buffer) para usos intensos y cortos.
La fosfocreatina fue descubierta por David Nachmansohn.